# Милованово (Новосибирская область)
Милованово — деревня в Ордынском районе Новосибирской области России. Входит в состав Чингисского сельсовета.

## География
Площадь деревни — 20 гектаров.

## Население
| 2002 | 2007 | 2010 |
| ---- | ---- | ---- |
| 103  | ↗139 | ↘80  |

## Инфраструктура
В деревне по данным на 2007 год отсутствует социальная инфраструктура.